# Xorides harringtoni
Xorides harringtoni là một loài tò vò trong họ Ichneumonidae.